# Stavroupoli (Thessaloniki)
Stavroupoli (griechisch Σταυρούπολη (f. sg.)) ist eine Stadt und Vorort der Stadt Thessaloniki in der griechischen Region Zentralmakedonien. 1934 als Landgemeinde (kinotita) aus der Gemeinde Thessaloniki herausgelöst und 1963 zur Stadtgemeinde (dimos) erhoben, wurde Stavroupoli mit der Verwaltungsreform 2010 mit den Nachbarstädten Polichni und Efkarpia zur neuen Gemeinde Pavlos Melas vereinigt, in der es den Verwaltungssitz stellt und ansonsten einen Gemeindebezirk bildet.
Stavroupoli befindet sich im West-Nordwesten der Metropolregion Thessaloniki. Teilweise wird sie auch als das westliche Tor der Stadt Thessaloniki bezeichnet. Nach Osten grenzt Stavroupoli an die Gemeinde Kordelio-Evosmos, im Süden an die Gemeinde Ambelokipi-Menemeni sowie an die Stadt Thessaloniki selbst. Zu der Gemeinde Stavroupoli gehört die Hälfte des Siedlungsgebietes bzw. Stadtviertels Ilioupoli (Ano Ilioupoli). Die andere Hälfte gehört zum Gemeindebezirk Evosmos. Zwischen den einzelnen Städten in der Metropolregion Thessaloniki bestehen – außer selten durch entsprechende Straßenschilder – keine sichtbaren Grenzen oder Unterscheidungen. Vielmehr zeigt sich der bildliche Eindruck einer einzigen Stadt (analog der Situation im Ruhrgebiet).
Wie in anderen Vororten und Städten der Metropolregion Thessaloniki hat die Einwohnerzahl in den 1990er Jahren deutlich zugenommen. Hatte Stavroupoli 1991 noch 37.596 Einwohner, belief sich die Einwohnerzahl 2001 auf 43.576. Die letzte Volkszählung 2011 ergab eine Wohnbevölkerung von 46.008 Seelen. Die resultierende Bevölkerungsdichte auf den 3,18 km² Fläche der Stadt beträgt 14.490,7 Einwohner pro Quadratkilometer. Damit ist Stavroupoli eine der am dichtesten besiedelten Städte in Griechenland.
Teile des Stadtgebietes von Stavroupoli werden durch die Kaserne Pavlos Melas der griechischen Armee eingenommen. Durch Stavroupoli führt die Nationalstraße 2 von der Stadt Thessaloniki aus nach Kavala (Odos Langadas). Im Norden der Stadt verläuft die innere Ringstraße um Thessaloniki herum. Einen Eisenbahnanschluss hat Stavroupoli nur indirekt über den Bahnhof von Thessaloniki. Es ist geplant, die im Bau befindliche U-Bahn von Thessaloniki vom gegenwärtigen westlichen Endhaltepunkt Bahnhof nach Stavroupoli zu verlängern. Der öffentliche Nahverkehr wird gegenwärtig ausschließlich von Bussen der OASTH getragen.
Auf dem Gebiet der Stadt Stavroupoli befinden sich zwei Klöster: das Lazaristen-Kloster (griechisch Μονής των Λαζαριστών), welches mittlerweile das Staatliche Museum für zeitgenössische Kunst beherbergt, und das Kloster Adelfon tis Efsplachnias (griechisch μοναστήρι των Αδελφών της Ευσπλαχνίας). Stavroupoli verfügt des Weiteren über einen Stadtpark. Das psychiatrische Krankenhaus für die Metropolregion Thessaloniki befindet sich ebenfalls auf dem Stadtgebiet von Stavroupoli. Der Bildungssektor ist auf dem Gebiet von Stavroupoli mit Kindergärten, Grundschulen, weiterführenden Schulen und Berufsschulen vertreten.